# Gnl Italia
Gnl Italia è una azienda italiana controllata al 100% da Snam ed è il principale operatore nazionale nel settore della rigassificazione del gas naturale liquefatto.
La società è stata costituita nel 2001 per ricevere in conferimento, detenere e gestire le attività dell'impianto di rigassificazione di GNL di Panigaglia, a Portovenere (SP).

## Dati societari
- Ragione sociale: Gnl Italia S.p.A.
- Sede legale: Piazza Santa Barbara 7, 20097 - San Donato Milanese (MI)
- Sede operativa: Località Panigaglia - Portovenere (SP)
- Presidente: Vittorio Musazzi